# Cratere Puntan
Puntan è un cratere sulla superficie di Rea.